# Apeiba uittienii
Apeiba uittienii là một loài thực vật có hoa trong họ Cẩm quỳ. Loài này được Jans.-Jac. & Westra mô tả khoa học đầu tiên năm 1995.